# لام هین تینگ
لام هین تینگ (انگلیسی: Lam Hin Ting؛ زادهٔ ۹ دسامبر ۱۹۹۹) بازیکن فوتبال است.
وی همچنین در تیم‌های ملی فوتبال زیر ۲۳ سال هنگ کنگ و هنگ کنگ بازی کرده‌است.